# Wappen der Provinz Jaén

Wappen der Provinz Jaén seit 9. Oktober 2003

Das Wappen der Provinz Jaén wurde von der Provinzversammlung am 9. Oktober 2003 offiziell festgelegt. Damit änderte sie eine Vorgängerversion, die am 19. September 1957 erstmals in den Akten der Provinzversammlung auftaucht, leicht ab, in dem die Form des Herzschilds nunmehr als oval bestätigt wurde. Am 3. Februar 1964 erschien die Version mit ovalem Herzschild bereits auf einer Briefmarke, die damals als sechsundzwanzigste einer Serie Escudos provinciales españoles herauskam.

## Beschreibung
In der Heraldik werden die Bezeichnungen rechts und links grundsätzlich aus der Sicht der Person verwendet, die den Schild vor sich her tragen würde, also entgegengesetzt zur Sicht des Betrachters.
Der Wappenschild ist quadriert, wobei das erste und vierte Feld in Gold und das zweite und dritte Feld in Rot gehalten sind. Darauf liegt ein ovaler Herzschild mit dem Antlitz Jesu Christi in Inkarnat und schwarzem Haar, das sog. Santo Rostro. Der Schildrand ist in vierzehn Felder unterteilt, wobei sich sieben rote Felder mit einem goldenen, schwarz vermauerten Kastell mit blauen Öffnungen mit sieben silbernen Feldern abwechseln, die jeweils einen aufrechten, roten, golden bewehrten und gezungten, nach rechts schreitenden Löwen mit goldener Krone zeigen. Auf dem Schild ruht die geschlossene, rot gefütterte, spanische Königskrone mit blauem Reichsapfel und goldenem Äquator und Halbmeridian.

## Herkunft der Wappenbestandteile
Das Original des Santo Rostro befindet sich seit dem 14. Jahrhundert in der Kathedrale Mariä Aufnahme in den Himmel zu Jaén. Es ist in der Art einer Ikone gemalt und wurde der Kathedrale von Nicolás de Biedma gestiftet, der zweimal von 1368 bis 1378 und von 1381 bis 1383 Bischof von Jaén war. Die Farben Gold und Rot gehen zurück auf Ferdinand III. von Kastilien, der Jaén am 28. Februar 1246 von den Nasriden eroberte. Den Schildrand mit den Feldern, die Kastilien (Kastell) und León (gekrönter Löwe) repräsentieren, verlieh wohl Enrique II. von Kastilien 1368 oder 1369 in Anerkennung, dass Jaén ihn im Thronstreit mit seinem Bruder Pedro I. unterstützt hatte.